# FK Železnik
FK Železnik é uma equipe servia de futebol com sede em Železnik, Disputa a primeira divisão da Sérvia (Campeonato Sérvio de Futebol).
Seus jogos são mandados no Stadion Jusa Bulić, que possui capacidade para 6.900 espectadores.

## História
O FK Železnik foi fundado em 1930.
O clube disputou a Taça UEFA na temporada 2004-05,depois de ganhar o campeonato nacional na mesma temporada.